# توماس اوپرمن
توماس اوپرمن (انگلیسی: Thomas Oppermann؛ زاده ۲۷ آوریل ۱۹۵۴ – درگذشته ۲۵ اکتبر ۲۰۲۰) سیاست‌مدار اهل آلمان و عضو حزب سوسیال دموکرات آلمان بود.